# Phaeostachys spinifera
Phaeostachys spinifera is een mosdiertjessoort uit de familie van de Escharinidae. De wetenschappelijke naam van de soort is, als Lepralia spinifera, voor het eerst geldig gepubliceerd in 1847 door Johnston.